# No Place to Run
No Place to Run è un album studio del gruppo musicale britannico UFO del 1980 dalla Chrysalis Records. Venne prodotto da George Martin, storico collaboratore dei Beatles.

## Tracce
1. Alpha Centauri – 1:56 (Chapman)
2. Lettin' Go – 3:51 (Mogg, Way, Chapman)
3. Mystery Train – 3:55 (Parker, Phillips)
4. This Fire Burns Tonight – 4:13 (Mogg, Chapman)
5. Gone in the Night – 3:44 (Mogg, Chapman)
6. Young Blood – 4:00 (Mogg, Way)
7. No Place to Run – 3:58 (Mogg, Chapman)
8. Take It or Leave It – 3:01 (Raymond)
9. Money Money – 3:29 (Mogg, Way)
10. Anyday – 3:51 (Mogg, Chapman)

## Formazione
- Phil Mogg - voce
- Paul Chapman - chitarra
- Paul Raymond - tastiera, chitarra
- Pete Way - basso
- Andy Parker - batteria

## Produzione
- Geoff Emerick - missaggio
- George Martin - missaggio, produzione
- Hipgnosis - fotografia